# Бетюн-Эст
Бетю́н-Эст (фр. Béthune-Est) — упраздненный кантон во Франции, регион Нор-Па-де-Кале, департамент Па-де-Кале. Входил в состав округа Бетюн.
В состав кантона входили коммуны (население по данным Национального института статистики Архивная копия от 17 декабря 2011 на Wayback Machine за 2008 г.):
- Бетюн (12 109 чел.) (частично)
- Вьей-Шапель (735 чел.)
- Ла-Кутюр (2 607 чел.)
- Локон (2 388 чел.)
- Эссар (1 642 чел.)
- Энж (2 192 чел.)

## Политика
На президентских выборах 2012 г. жители кантона отдали Франсуа Олланду в 1-м туре 28,1 % голосов против 25,2 % у Николя Саркози и 22,7 % у Марин Ле Пен, во 2-м туре в кантоне победил Олланд, получивший 51,9 % голосов (2007 г. 1 тур: Саркози — 28,3 %, Сеголен Руаяль — 24,8 %; 2 тур: Саркози — 50,7 %). На выборах в Национальное собрание в 2012 г. по 9-му избирательному округу департамента Па-де-Кале в 1-м туре большинство голосов — 29,7 % — получил действовавший депутат, член партии Союз за народное движение Андре Флажоле, но во 2-м туре жители кантона проголосовали за мэра Бетюна, члена Радикальной партии левых Стефана Сен-Андре, набравшего 50,6 % голосов. (2007 г. Андре Флажоле (СНД): 1 тур — 39,8 %, 2 тур - 53,0 %). На региональных выборах 2010 года в 1-м туре победил список социалистов, собравший 31,8 % голосов против 20,4 % у списка «правых» и 15,0 % у Национального фронта. Во 2-м туре единый «левый список» с участием социалистов, коммунистов и «зелёных» во главе с Президентом регионального совета Нор-Па-де-Кале Даниэлем Першероном получил 50,6 % голосов, «правый» список во главе с сенатором Валери Летар занял второе место с 28,0 %, а Национальный фронт Марин Ле Пен с 21,4 % финишировал третьим.
|  | Кандидат       | Партия                  | % голосов |
|  | -------------- | ----------------------- | --------- |
|  | Раймон Гакер   | Социалистическая партия | 68,47     |
|  | Эвелин Жеронне | Национальный фронт      | 31,53     |

|  | Кандидат     | Партия                             | % голосов |
|  | ------------ | ---------------------------------- | --------- |
|  | Раймон Гакер | Социалистическая партия            | 66,21     |
|  | Пьер Дерюль  | Объединение в поддержку республики | 33,79     |